# Visit Japan Web 서비스
Visit Japan Web 서비스(Visit Japan Webサービス)는 일본 디지털청이 제공하는 해외로부터의 입국자가 입국할 때 검역, 입국 심사, 세관 신고의 입국 수속 등을 온라인으로 할 수 있는 웹 서비스이다.